# Mbunya (Bunia)
 (février 2024).
Si vous disposez d'ouvrages ou d'articles de référence ou si vous connaissez des sites web de qualité traitant du thème abordé ici, merci de compléter l'article en donnant les références utiles à sa vérifiabilité et en les liant à la section « Notes et références ».
Mbunya est l'une des trois communes de la ville de Bunia, chef-lieu de la province de l'Ituri, République démocratique du Congo. Elle a été créée administrativement en 2013 au moment où Bunia a obtenu son statut de ville. La commune de Mbunya a validé ses 9 Conseillers communaux, élus aux élections du 20 décembre 2023 le mardi 6 février 2024. BUDJU LOBO Isaac un habitant de cette commune a reconnu que  
Lutula Amisi Lambert élu avec une majorité sur la liste, Suivie de Kaswara Taigomu Pelé.

## Population
En 2022, les autorités estimaient la population de la commune à 500'000 habitants environ, un chiffre qui ne cesse de croître du fait qu'elle absorbe une bonne partie des déplacés internes fuyant les conflits dans la province. En moyenne, selon un sondage représentatif mené fin 2022, 45% des résidents de la commune s'y sont installés dans les derniers trois ans. 
La plupart des déplacés internes de l'ethnie Bira s'installent dans les quartiers sud de Hoho et de Dele qui sont peuplés très majoritairement de membres de cette ethnie. 
Au sud-ouest de l'aéroport, dans le quartier d'OPAS, un camp informel de déplacés internes d'environ 2000 familles s'est constitué. Ce camp est appelé Camp Salama.
Les quartiers nord de la commune, Bakongolo et Ngezi, sont des quartiers à prédominance de l'ethnie Hema. Ces deux quartiers bordent le territoire de Djugu où est active, entre autres, la milice Hema appelée Groupe Zaïre.

## Géographie

### Situation
La commune urbaine de Mbunya constitue tout le flanc ouest de la ville de Bunia, laquelle est au centre de la province de l'Ituri qui se trouve elle-même à l'extrêmité nord-est de la République démocratique du Congo.

### Communes limitrophes
Mbunya est limitrophe des communes et territoires suivants :
La superficie totale de la commune est de 35,813 km2. Il existe cependant des litiges autour des limites exactes de la commune. Une partie du territoire de son grand quartier de Hoho est réclamée par des groupements du territoire d'Irumu qui en administrent informellement l'ouest.

### Hydrographie
Mbunya est traversée par les rivières suivantes :
- Rivière Mbiyo
- Rivière Kidjogoli
- Rivière Hoho

Au sud, les rivières Niamusole, Rwanyege et Mborovire, entre autres, font la limite avec le territoire d'Irumu.
Au sud-est, la rivière Djenge fait la limite avec le territoire de Djugu.
À l'est, les rivières Ngugu et Niamukau font la limite avec la commune voisine de Nyakasanza incorporée à la ville de Bunia.
Au nord, la rivière Ngezi sépare la commune de Mbunya de celle de Shari.
Finalement, la rivière Shari et des petits ruisseaux et ravines font la limite à l'ouest avec le territoire d'Irumu.
Tous ces cours d'eau sont alimentés par de nombreux ruisseaux affluents.

## Transports

### Transports routiers
La commune de Mbunya est traversée du sud au nord par la Route Nationale 27 (RN27) qui relie Bunia aux villes de Komanda (où elle fait la jonction avec la RN4), Irumu, Djugu et Mahagi, cette dernière se situant pratiquement à la frontière avec l'Ouganda.
Au rond-point Manjudhu, dans le quartier sud de Dele, débute la route provinciale 440 (RP440) qui relie la ville de Bunia au lac Albert.
Outre le RN27, plusieurs axes traversent la commune. Les principaux sont le boulevard Tata Singoma, le boulevard Sasa et la route de l'Aéroport.

### Transports en commun
La commune est pourvue de nombreux parkings de taxi-moto, ces derniers étant le moyen de transport principal des résidents.

### Transport aérien
Au nord de la commune se trouve l'aéroport de Bunia.

## Morphologie urbaine

### Quartiers

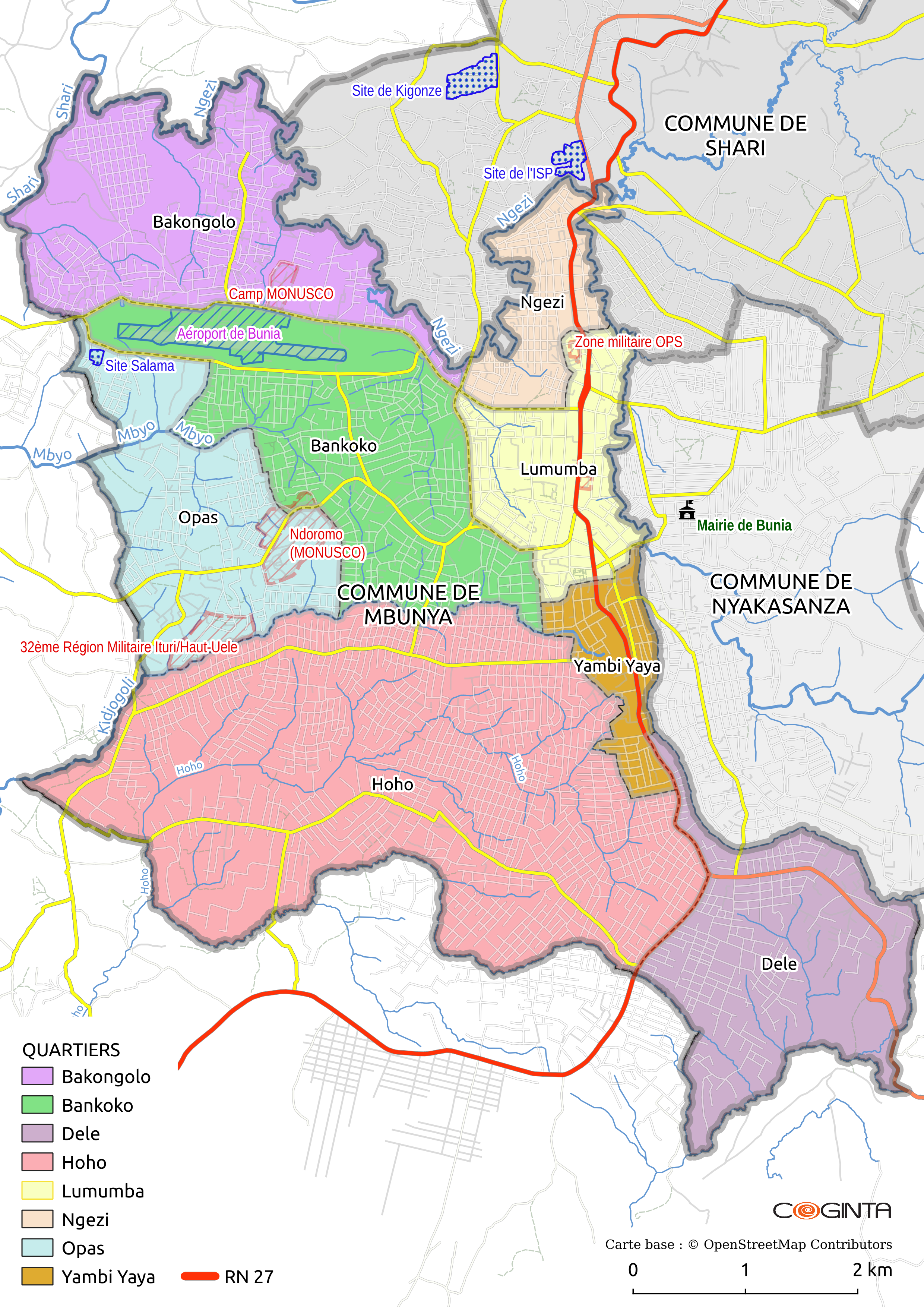
Les quartiers de la commune de Mbunya, ville de Bunia

La commune est subdivisée en 8 quartiers :
- Bakongolo
- Bankoko
- Dele
- Hoho
- Lumumba
- Ngezi
- Opas
- Yambi Yaya